# Edwige Diaz
Edwige Diaz (Marselha, 15 de outubro de 1987) é uma política francesa.
Em junho de 2017, como candidata às eleições legislativas no 11°. Círculo eleitoral da Gironda (Norte de Bordéus), tinha obtido 23,7% dos seus votos na primeira volta e 42,98% na segunda volta.
Edwige Diaz é conselheira regional.
Ela é candidato às eleições municipais de Saint-Savin. Ela recebe 43,80%.